# 封抽
封抽（?—？），勃海郡蓨县（今河北省衡水市景县）人，东夷校尉封释之子，西晋、前燕官员。

## 生平
永嘉四年（310年），封释去世，幽州参军封抽和哥哥冀州主簿封悛前去给父亲奔丧，慕容廆见到封家兄弟后说：“这家真是强有力的千斤牛犊。”因为战乱堵塞道路，封释无法归葬故乡，封抽和封悛都留在慕容部为官，慕容廆任命封抽为长史，封悛为参军。慕容廆政治清明，爱惜看重人物，将归附才智出众的人依照才干授予官职，以广平游邃、北海逄羡、北平西方虔、西河宋奭和封抽、裴开为股肱。
咸和六年（331年），东夷校尉封抽和代理辽东相韩矫等三十多人上书给东晋太尉陶侃请求封慕容廆为燕王，署理大将军。陶侃回信说：“功业达成加官进爵，这是古代的固有制度。车骑将军慕容廆虽未能为朝廷摧毁石勒，但忠诚仁义，尽心尽力。现在我把疏文禀报给圣上，同不同意，或早或晚，应当由朝廷决定。”
咸和八年（333年），慕容仁和慕容昭谋划除掉嗣位的哥哥慕容皝，慕容皝以高诩为广武将军，率领五千士兵和建武将军慕容幼、慕容稚、广威将军慕容军、宁远将军慕容汗、司马佟寿共同讨伐慕容仁，双方在汶城北部交战，慕容皝军大败，慕容幼、慕容稚、慕容军都被俘虏，襄平县县令王冰、将军孙机以辽东郡接应慕容仁，东夷校尉封抽、护军乙逸、辽东相韩矫、玄菟郡太守高诩等人弃城逃回慕容皝处。
咸康四年（338年），石虎进攻慕容氏，派遣使者到各处去，招徕民众，慕容氏成周郡内史崔焘、居就县县令游泓、武原县县令常霸、东夷校尉封抽、护军宋活都响应石虎，向石虎投降的共有三十六座城池。石虎退兵后，慕容皝分兵讨伐各个叛变的城池，都攻克了，封抽、宋活、游泓逃到高句丽。